# Elaeagnus rivularis
Elaeagnus rivularis är en havtornsväxtart som beskrevs av Elmer Drew Merrill. Elaeagnus rivularis ingår i släktet silverbuskar, och familjen havtornsväxter. Inga underarter finns listade i Catalogue of Life.